# Agence missionnaire presbytérienne
L'Agence missionnaire presbytérienne est l'organisme missionnaire de l'Église presbytérienne (USA). Fondée en 1831 sous le nom de Western Foreign Missionary Society par l'Église presbytérienne aux États-Unis d'Amérique, elle a notamment participé à l'envoi de nombreux missionnaires dans des pays comme la Chine à la fin de la dynastie Qing et l'Inde au XIXe siècle. Aussi connu sous le nom de Conseil des missions étrangères en Chine, son nom a été changé en 1837 par le parti Old School qui eut un temps la maajorité dans l'Église durant la controverse Old School-New School pour devenir le Presbyterian Board of Foreign Missions. Cette organisation missionnaire est maintenant connue sous le nom de Presbyterian Mission Agency.
Parmi les fruits de la Mission presbytérienne américaine, citons les églises et institutions aujourd'hui indépendantes suivantes :
- l'Église presbytérienne de Corée,
- l'Église presbytérienne camerounaise,
- l'Église du Christ en Thaïlande (en),
- le Séminaire théologique évangélique du Caire,
- l'Hôpital du Bon Pasteur en République démocratique du Congo[2].

La Mission presbytérienne américaine compte aujourd'hui 200 missionnaires dans 50 pays.

## Les débuts de la Western Foreign Missionary Society
Fondée en 1831, la Western Foreign Missionary Society a envoyé ses premiers missionnaires au Liberia et dans le Pendjab (région du Pakistan actuel). Six de ses huit premiers missionnaires moururent quelques mois après leur départ. Toutefois, la Western Foreign Missionary Society a persévéré et a envoyé 21 missionnaires pour évangéliser les Amérindiens et 39 missionnaires au Libéria et en Inde.

## Travail missionnaire en Chine
À la fin de la première guerre de l'opium, dont le but pour les Chinois était de bloquer l'importation d'opium en Chine par les puissances étrangères, le « traité de Nankin », un traité inégal est signé le 29 août 1842. Il autorise, à la demande de l'Empire britannique, les missions protestantes étrangères à s'établir en Chine. La Mission presbytérienne américaine installa ses deux premiers missionnaires en Chine à Singapour en 1843. Elle s'installe à Guangzhou (Canton) en 1845 - mais ce n'est que seize ans plus tard qu'ils baptisent leur premier converti - puis à Macao et à Hainan. Le travail hospitalier était une activité importante de cette mission. L'hôpital avait été fondé en 1835 par le docteur Peter Parker, puis transféré à la Mission en 1854 et placé sous les soins du docteur John G. Kerr. La Mission s'était en outre développée dans cinq centres principaux qui rayonnaient dans de nombreuses directions : Ningbo, Shanghai, Hangzhou, Fuzhou et Anqing. À Shanghai, la Mission disposait d'une grande imprimerie comportant plusieurs presses et une fonderie où sept tailles de caractères chinois, plus des caractères anglais, coréens, mandchous, japonais, hébreu et grecs étaient coulées. Il y avait aussi un équipement de galvanotypie et de gravure. Beaucoup de traduction ont été faites et diffusées par la Mission, ainsi que des manuels d'histoire et des catéchismes qui étaient utilisés par la plupart des missions protestantes en Chine.
En 1890, la Mission comptait de quarante-huit missionnaires, dix-huit agents féminins, vingt-trois pasteurs chinois, quatre-vingt-quatre agents autochtones laïcs et près de quatre mille communiants.
Le missionnaire américain Hunter Corbett (1835-1920) fut le pionnier de la Mission américaine à Yantai, dans le Shandong pendant 56 ans. À sa mort, l'Église presbytérienne chinoise de sa province comptait 343 paroisses et 15 000 membres. Adepte de méthodes innovantes comme le théâtre, il avait fondé la Yi Wen School, connue à partir de 1928 sous le nom de Cheeloo University (en), qui fut la première université ouverte en Chine.

## Évangélisation duRoyaume du Siam(Thaïlande)
Le premier missionnaire de la Mission presbytérienne américaine à arriver à Bangkok fut William Buell, accompagné de son épouse, en 1840. En raison des problèmes de santé de cette dernière, ils rentrèrent aux États-Unis en 1844. La mission reprit son travail en 1847, après l'envoi de deux nouveaux missionnaires, Samuel Reynolds House et Stephen Mattoon et leurs familles. Avec le missionnaire Stephen Bush, ils fondèrent la première église presbytérienne de Thaïlande, Samray Church, en 1849. En 1863, les missionnaires Daniel McGilvary et Samuel Gamble McFarland commencèrent à travailler dans la province de Phetburi, à environ 100 km à l'est de Bangkok. En 1867, McGilvary s'installe à Chiang Mai, dans le nord de la Thaïlande. La première église y est ouverte en 1868. Le travail dans le nord de la Thaïlande s'appelait la "Mission du Laos", et le travail à Bangkok, dans le centre et le sud de la Thaïlande s'appelait la "Mission du Siam". En 1913, chacune de ces Missions comptait environ 6000 chrétiens thaïlandais.
En plus de leur travail d'évangélisation, les missionnaires des Missions du Siam et du Laos ont fondé des écoles et des hôpitaux. En 1934, les missionnaires presbytériens américains ont aidé à fonder l'Église du Christ en Thaïlande (Church of Christ in Thailand (en)), une église réformée thaïlandaise autonome qui a repris la responsabilité de la mission et du travail social de la Mission presbytérienne américaine en Thaïlande lorsque celle-ci a été dissoute le 19 août 1957. L'Église du Christ en Thaïlande revendique quelque 1 000 églises et 160 000 membres (2011).

## Mission, œuvres sanitaires et éducatives en Inde
La Mission presbytérienne américaine a ouvert un poste d'évangélisation à Allahabad en Uttar Pradesh, en 1836.
L'hôpital Wanless, qui n'était à l'origine qu'un petit dispensaire, a été créé en 1890 à Miraj par le docteur William James Wanless, pionnier de la mission médicale presbytérienne en Inde. Le premier des bâtiments actuels a été inauguré en 1894.
En 1902, le missionnaire presbytérien américain Arthur Henry Ewing (en) a fondé le Ewing Christian College (en), géré par la Mission presbytérienne américaine. Ce collège devint l'un des meilleurs collèges de l'enseignement supérieur indien.
En 1911 John Lawrence Goheen et Jane Goheen sont arrivés comme missionnaires à Sangli dans l'état du Maharashtra. Peu après, il a été nommé directeur de l'école de garçons de Sangli. Il a transformé l'école en un institut d'enseignement industriel et agricole et a institué un service de vulgarisation sous le nom de Sangli Moveable School. Cela a permis d'améliorer les techniques agricoles dans les villages des environs de Sangli. Il a été nommé membre de la mission Bombay Literacy.

## Personnalités
- John Livingstone Nevius (1829-1893), missionnaire en Chine pendant quarante ans, à l'origine de la Méthode Nevius qui fut déterminantes dans l'évangélisation de la Corée par les presbytériens.
- William Henry Sheppard (1865-1927), un des premiers Afro-Américains dans la Mission presbytérienne américaine, missionnaire pendant 20 ans au Congo et connu pour avoir dévoilé les atrocités commises par l'armée de Léopold II de Belgique.
- Robert Elliott Speer (1867-1947), directeur de la Missionnaire presbytérienne américain pendant 46 ans, de 1891 à 1937.

## Sources
- (en) William Townsend, Robert Morrison : the pioneer of Chinese missions, London, S.W. Partridge, 1890 (lire en ligne)